# Herbert Henry Dow

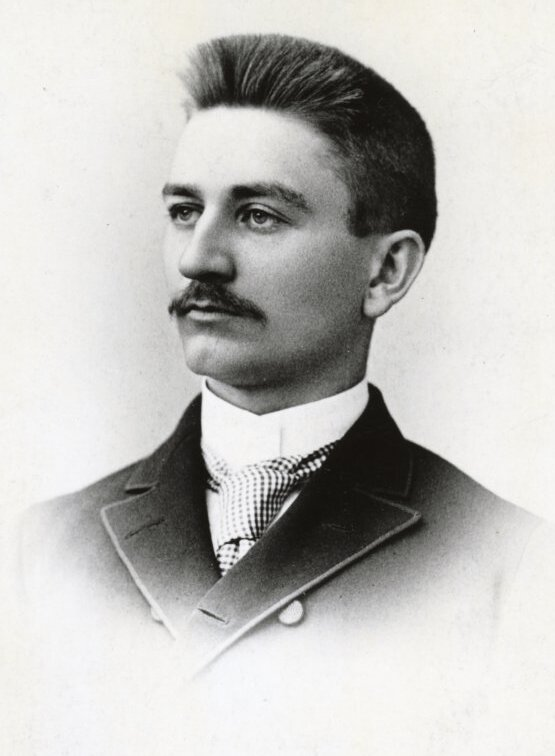
Herbert Henry Dow (1888)

Herbert Henry Dow (* 26. Februar 1866 in Belleville (Kanada); † 15. Oktober 1930 in Midland, USA) war ein US-amerikanischer Chemiker und Industrieller. Er entwickelte unter anderem ein Verfahren zur Gewinnung von Brom aus wässriger Lösung (Sole) mittels Elektrolyse. Diese Arbeiten führten 1897 zur Gründung des Unternehmens Dow Chemical in Midland im US-Bundesstaat Michigan. Bis zu seinem Tod blieb er Eigentümer und der erste Generaldirektor seines Unternehmens.

## Leben

### Frühes Leben
Herbert Henry Dow wurde 1866 in Belleville geboren. Er war das älteste Kind der Amerikaner Joseph Henry Dow, einem Erfinder und Maschinenbauingenieur, und dessen Ehefrau Sarah Bunnell, die beide aus Derby stammten.
Nach seinem Highschool-Abschluss im Jahr 1884 schrieb sich Dow an der Case School of Applied Science (heute Case Western Reserve University) ein. Dort begann er mit spezialisierten Forschungen zur chemischen Zusammensetzung von Solen in Ohio und angrenzenden Gebieten. Er entdeckte, dass Soleproben aus Canton und Midland einen sehr hohen Bromgehalt aufwiesen – ein zur damaligen Zeit wichtiger Bestandteil in Arzneimitteln und in der noch jungen Fotoindustrie. Nach seinem Abschluss 1888 arbeitete Dow ein Jahr lang als Chemieprofessor am Huron Street Hospital College in Cleveland und setzte parallel seine Forschung zur chemischen Gewinnung aus Sole fort.

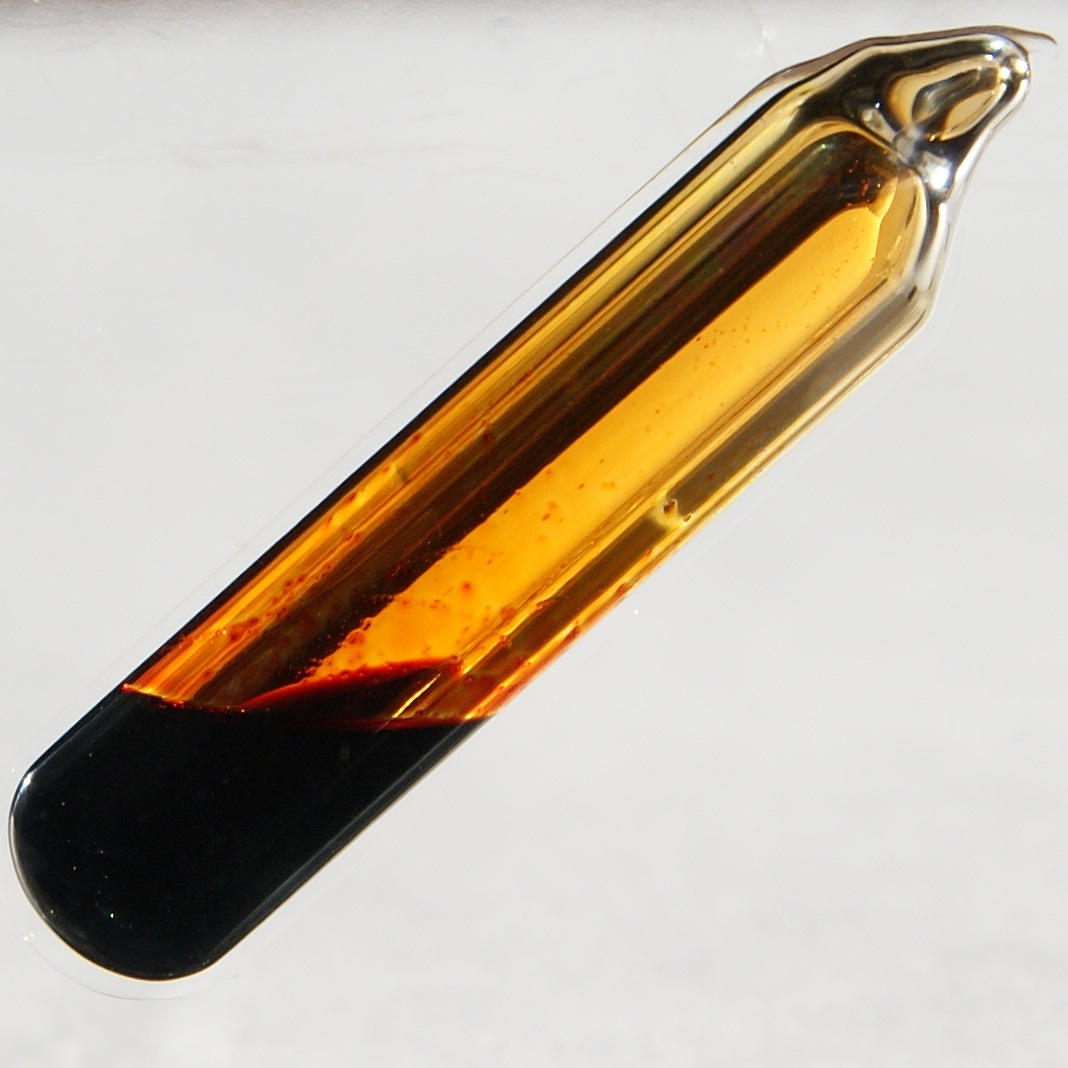
Brom

### Karriere
1889 erhielt Dow sein erstes Patent für ein kostengünstigeres und effizienteres Verfahren zur Bromgewinnung. Noch im selben Jahr gründete er sein erstes Unternehmen, war jedoch innerhalb eines Jahres bankrott. Beeindruckt von seiner Arbeit, halfen ihm einige Kollegen 1890 bei der Gründung der Midland Chemical Company in Midland, Michigan. Anfang 1891 erfand Dow das nach ihm benannte Dow-Verfahren, bei dem Bromid mittels Elektrolyse zu Brom oxidiert wurde.
Dow wollte seine elektrolytischen Forschungen auf weitere chemische Stoffe ausweiten, doch seine Geldgeber lehnten dies ab und entließen ihn aus der Midland Chemical Company. Unbeirrt entwickelte Dow ein Verfahren zur Gewinnung von Chlor und Natronlauge aus Natriumchlorid. Nachdem er in Cleveland neue Investoren gewinnen konnte, gründete Dow 1895 in Massillon die Dow Process Company zur Weiterentwicklung seiner Verfahren. Bereits ein Jahr später kehrte er nach Midland zurück und gründete dort Dow Chemical als Nachfolger der Dow Process Company. Innerhalb von drei Jahren übernahm das neue Unternehmen die Midland Chemical Company.
Mit seiner Technologie konnte Dow Brom sehr günstig herstellen und verkaufte es in den USA für 36 Cent pro Pfund. Zur gleichen Zeit kontrollierte die von der deutschen Regierung unterstützte Deutsche Bromkonvention, ein Kartell, fast den gesamten Weltmarkt und verkaufte Brom in den USA für 49 Cent pro Pfund. 1904 ignorierte Dow die Drohungen des Kartells, das bei Ausfuhr mit Preisdumping drohte, und begann, Brom günstig nach England zu exportieren. Die deutsche Reaktion: Brom zu 15 Cent pro Pfund in den USA zu verschleudern. Dow ließ hingegen große Mengen des günstigen Broms aufkaufen, verpackte es um und exportierte es – unter anderem zurück nach Europa, sogar an deutsche Abnehmer – für 27 Cent pro Pfund. Das Kartell stellte schließlich es fest, dass es seine Produkte nicht weiter unter Herstellungskosten verkaufen konnte und hob die Preise weltweit an.
Die Dow Chemical Company setzte stark auf Forschung und konnte bald viele weitere chemische Produkte aus Sole gewinnen. Der Erste Weltkrieg beschleunigte das Wachstum: Großbritannien blockierte deutsche Häfen und Dow füllte die entstandene Lücke. Man entwickelte unter anderem das Dow-Verfahren zur Magnesiumherstellung für Leuchtmunition, das Dow-Verfahren zur Herstellung von Phenol und Monochlorbenzol für Sprengstoffe sowie Brom für Arzneien und Tränengas. 1918 waren 90 % der Dow-Produktion kriegsrelevant. In dieser Zeit entstand auch das bis heute verwendete Rautensymbol der Firma.
Nach dem Krieg erforschte Dow die Verwendungsmöglichkeiten von Magnesium, das nun in großen Mengen zur Verfügung stand. Er fand heraus, dass es sich hervorragend für Automobilkolben eignete. Diese waren leichter, erhöhten die Geschwindigkeit und senkten den Kraftstoffverbrauch.

### Privatleben
Dow heiratete am 16. November 1892 Grace Anna Ball, eine Lehrerin aus Midland. Aus der Ehe gingen sieben Kinder hervor: Helen, Ruth, Willard, Osborn, Alden, Margaret und Dorothy Darling. Ein Kind, Osborn Curtis, starb 1902 vor seinem dritten Geburtstag an spinaler Meningitis. Willard trat in das väterliche Unternehmen ein und wurde 1930 dessen Geschäftsführer. Alden wurde später ein führender Architekt in den USA.

### Tod
Dow starb am 15. Oktober 1930 an Leberzirrhose während einer Behandlung an der Mayo Clinic. Insgesamt hatte er über 90 Patente erhalten. Dow hinterließ seine Ehefrau Grace und fünf seiner sieben Kinder. Sein Sohn Willard H. Dow übernahm anschließend die Leitung der Dow Chemical Company.